# Jornal da Globo
Jornal da Globo (também chamado de JG) é um telejornal noturno/antelucano brasileiro produzido e exibido pela TV Globo. É levado ao ar no fim de noite ou no começo da madrugada, mas sem horário fixo de transmissão. Desde 2017 é apresentado por Renata Lo Prete.

## História

### 1967 e 1979
O Jornal da Globo é exibido ininterruptamente desde 1982, entretanto, foi exibido por duas vezes antes desse período. O primeiro formato é de 4 de março de 1967 e teve Hilton Gomes e Luiz Jatobá como apresentadores. O editor-chefe do telejornal nesta época era o jornalista e historiador de música brasileira José Ramos Tinhorão. Ficou no ar até 30 de agosto de 1969, quando em seu lugar, estreou o Jornal Nacional.
Em 2 de abril de 1979, reestreou o Jornal da Globo após o fim do telejornal Amanhã. Apresentado por Sérgio Chapelin, o informativo apresentava análises, séries de reportagens, correspondentes internacionais e entrevistas de estúdio que condicionavam a duração do telejornal, com um tempo mínimo de 30 minutos. Esta segunda versão foi exibida até 6 de março de 1981; em seu lugar, foi exibido o Jornal Nacional - 2.ª Edição, que ficou no ar até a reestreia do JG, em 2 de agosto de 1982.

### Reestreia em 1982
Em 2 de agosto de 1982, o Jornal da Globo passou a ser apresentado de segunda a sexta, às 23h15min, e sofreu uma pequena mudança no formato. Um dos blocos do jornal passou a se dedicar à análise da notícia mais importante do dia. Pequenas entrevistas ao vivo complementavam material gravado sobre o assunto.
Renato Machado, Belisa Ribeiro e Luciana Villas Boas formavam o time fixo do telejornal, e Carlos Monforte também fazia parte da equipe como comentarista.
Em seus 30 minutos de duração - 25 nacionais e cinco de noticiário local - o Jornal da Globo falava de política, economia e cultura, no Brasil e no mundo, mas também começou a abrir espaço para o esporte. Em 1983, o JG teve dois colaboradores da área do humor: o comediante Jô Soares, que fazia comentários diários e o cartunista Chico Caruso, que colaborava com charges semanais.

## Cronologia
Em janeiro de 1983, o Jornal da Globo passou a ser apresentado por Eliakim Araujo e Liliana Rodrigues. Em setembro do mesmo ano, Liliana Rodriguez foi substituída por Leilane Neubarth, mais ligada às pautas de cultura e que, além de apresentar, também ia para a rua fazer matérias. Em novembro de 1986, Leila Cordeiro passou a ser o par de Eliakim Araújo na apresentação do Jornal da Globo e os comentaristas na época eram Álvaro Pereira (política), Joelmir Beting (economia), Paulo Francis (internacional), Jô Soares (humor). Leila permaneceu na bancada até maio de 1989, quando foi deslocada para o Jornal Hoje, ficando lá por 2 meses. Fátima Bernardes assumiu o seu posto no telejornal. Em julho do mesmo ano, Eliakim rescindiu o contrato com a TV Globo e foi substituído interinamente por Marcos Hummel.
William Bonner, à época apresentador do Fantástico, assumiu o lugar de Hummel, fazendo dupla com Fátima até 1992. No lugar de Fátima Bernardes, Cristina Ranzolin assumiu a bancada do Jornal da Globo ao lado de William. Em 1993, Fátima foi para o Fantástico e William para o Jornal Hoje.
Em 19 de abril de 1993, Lillian Witte Fibe voltaria à Globo, assumindo o posto de âncora do JG. O telejornal manteve o nome, mas mudou o conceito. Lilian era também editora-chefe do Jornal, tendo autonomia para decidir e fazer comentários sobre determinados assuntos, quando necessário.
Foi a primeira vez, também, que a Globo passou a transmitir um telejornal nacional com geração em São Paulo. Em um novo estúdio, três câmeras (sendo apenas uma fixa) se movimentavam sobre trilhos ou gruas num recurso inédito do telejornalismo brasileiro. O cenário, projeto de Alexandre Arrabal, era baseado na alegoria do dinamismo da notícia. A intenção era dar a sensação de amplitude e movimento.
Quanto ao conteúdo, o JG passou a priorizar notícias de Brasília e a prestação de serviços na área econômica. Alexandre Garcia (política), Joelmir Beting (economia), Juca Kfouri (esporte) e Paulo Francis (Nova Iorque) passaram a atuar como colunistas fixos do JG.
Em 1996, Lilian assumiu a apresentação do Jornal Nacional ao lado de William Bonner. Assume seu posto, no Jornal da Globo, Mônica Waldvogel.
A estreia de Mônica foi no dia 1.º de abril de 1996 e a jornalista - depois de 13 anos de uma bem sucedida carreira como repórter em Brasília - logo conquistou o público com a sua maneira peculiar de relatar os acontecimentos. Na época, o jornal ia ao ar às 0h30min.
No dia 10 de março de 1997, a jornalista Sandra Annenberg estreou no Jornal da Globo e  acumulava a função de editora executiva com a apresentação. Contava também com a colaboração de Alberto Villas na coordenação do Jornal.
Uma verdadeira "dança das cadeiras" entre o Jornal da Globo, o Jornal Hoje e o Jornal Nacional fez com que Sandra Annenberg deixasse o comando do telejornal em fevereiro de 1998. Em seu lugar, assumiu novamente Lillian Witte Fibe, que ficou até abril de 2000. Mona Dorf foi sua substituta até 1999, quando deixou a emissora.
Em 29 de Janeiro de 1999, pela primeira vez na história do jornalismo da TV Globo, o Jornal da Globo fazia história, tornando-se o primeiro telejornal da casa a ser apresentado da redação. Logo depois viriam para a redação: o Jornal Nacional em 2000 (no Rio de Janeiro) e o Jornal Hoje em 2001.
Carlos Tramontina assumiu interinamente a função de apresentador do Jornal da Globo, com a saída de Lilian, em 1 de maio de 2000. Para editor chefe, foi nomeado Ricardo Melo, que era editor executivo na época de Lilian. Após um período de negociações, a emissora anunciou o nome de Ana Paula Padrão para a vaga de titular na ancoragem do telejornal - ela estreou em 7 de agosto de 2000. Melo deixou a chefia do jornal pouco tempo depois e foi convidado para trabalhar com Lilian na criação de um jornal no Portal Terra. Na chefia do JG, assumiu Luiz Cláudio Latgé. Ana Paula ficaria na função de apresentadora até maio de 2005, quando desligou-se da emissora e foi para o SBT.
Com a saída de Ana Paula, Chico Pinheiro assumiu a bancada, temporariamente de 9 até o dia 27 de maio de 2005. A partir de 30 de maio do mesmo ano, William Waack e Christiane Pelajo (vinda da GloboNews) assumiram a bancada do JG e passou a ter, como comentaristas fixos, Carlos Alberto Sardenberg e Arnaldo Jabor. Meses depois, em julho do mesmo ano, Mariano Boni de Mathis passou a ser chefe de redação e Erick Bretas assumiu a editoria-chefe do jornal.
Em 2 de agosto de 2007, o telejornal completou 25 anos ininterruptos no ar. Durante o mês de aniversário, foi exibido no telejornal, uma série de reportagens que retratavam as mudanças ao longo dos últimos 25 anos no mundo, no Brasil e no próprio telejornal.
No dia 13 de abril de 2009, o telejornal mudou de cenário, ficando maior e mais modernizado. A vinheta de abertura mudou no dia seguinte, adequando-se à nova trilha, porém o visual da vinheta continuou o mesmo. A partir de julho desse mesmo ano, Ricardo Villela, até então editor executivo, tornou-se editor-chefe do telejornal.
O quadro de esportes Placar da Rodada, que era um programa apresentado depois dos jogos de futebol até 2011, passou naquele ano a integrar o JG durante a exibição da telenovela O Astro na faixa das 23h. Mesmo com o fim da telenovela, o quadro permaneceu no telejornal.
Após mais de sete anos com apenas William Waack e Christiane Pelajo como apresentadores (na ausência de um, o Jornal era apresentado individualmente pelo outro), o Jornal passou a contar com Carlos Alberto Sardenberg e Poliana Abritta como apresentadores eventuais. Sardenberg afastou-se da Globo em novembro de 2022.
Em 2 de dezembro de 2013, o Jornal da Globo passou a ser exibido em alta definição, bem como todos os telejornais e programas jornalísticos da emissora.
Durante o mês de março de 2014, o Jornal da Globo e o Jornal Hoje passaram a ser transmitidos em um estúdio em chroma key, por conta das reformas na redação da TV Globo São Paulo, para construção do novo cenário dos telejornais. Concluída a reforma, o Jornal da Globo (JG) ganhou um novo cenário, que permite uma interatividade com seis telões que se movimentam durante o telejornal. Além disso, o telejornal ganhou novos pacotes gráficos e uma nova vinheta.
No dia 21 de julho de 2014, a jornalista Zileide Silva estreou como apresentadora eventual do Jornal da Globo, durante as férias da titular, Christiane Pelajo. A vaga era de Poliana Abritta, que se tornou apresentadora do Fantástico em novembro do mesmo ano.
Em 2015, a apresentadora  Christiane Pelajo sofreu um acidente e teve que ser afastada do jornal por tempo indeterminado. Mas em julho do mesmo ano, a Central Globo de Jornalismo deu a notícia de que a apresentadora estaria de volta ao jornal noturno, posto em que esteve até o dia 12 de outubro, quando deixou a bancada para se dedicar a um novo projeto. Pelajo não foi substituída e o telejornal passou a ser conduzido somente por William Waack.
Em julho de 2017, com William Waack passando por problemas de saúde (além das férias de Renata Lo Prete), o jornal foi apresentado durante dois dias por Carlos Tramontina, que retornava a apresentação de um jornal de rede após 17 anos. Uma polêmica sobre racismo envolveu William Waack em novembro de 2017, o afastando da emissora por tempo indeterminado. Em dezembro, Renata Lo Prete passou a ancorar o telejornal, substituindo Waack, Em fevereiro de 2020 passou a ser apresentado eventualmente por César Tralli, em novembro do mesmo ano, por Roberto Kovalick, e em dezembro por Rodrigo Bocardi.
Em julho de 2021, passou a contar com Giuliana Morrone. Em julho de 2022, José Roberto Burnier estreia como apresentador eventual. Em novembro de 2022, Carlos Alberto Sardenberg deixa a Globo após 24 anos, e consequentemente seu posto de comentarista de política do jornal. Em dezembro de 2022, é a vez de Bruno Tavares estrear como apresentador eventual. Em fevereiro de 2023, Julia Duailibi estreia como a nova comentarista de política do telejornal.
Entre 15 de janeiro e 11 de março de 2024, o telejornal passou ser exibido em um cenário provisório por conta de uma reforma no estúdio original. Em 12 de março de 2024, o novo estúdio passou a ser utilizado.

## Polêmica de racismo
Em 9 de novembro de 2017, foi vazado um vídeo captado durante a cobertura das Eleições nos Estados Unidos em 2016. No vídeo, alguém na rua dispara uma buzina e Waack, contrariado, faz um comentário racista ao colega Paulo Sotero: "é coisa de preto". Waack afirmou não se lembrar do que disse, já que o áudio não tem clareza, mas pediu sinceras desculpas àqueles que se sentiram ultrajados com a situação. Mais tarde ele alegou ter dito que falou "Coisa de Cleiton". A Rede Globo o afastou de suas funções de apresentador do Jornal da Globo.